# Hexatoma (Eriocera) gibbosa
Hexatoma (Eriocera) gibbosa is een tweevleugelige uit de familie steltmuggen (Limoniidae). De soort komt voor in het Nearctisch gebied.